# Ronald Mulder
Ronald Mulder (Zwolle, 27 febbraio 1986) è un pattinatore di velocità su ghiaccio olandese, fratello gemello di Michel, anch'egli pattinatore di velocità.

## Palmarès

### Olimpiadi
- 1 medaglia:
  - 1 bronzo (500 m a Soči 2014).

### Mondiali distanza singola
- 1 medaglia:
  - 1 oro (sprint a squadre a Inzell 2019).

### Europei distanza singola
- 1 medaglia:
  - 1 oro (500 m a Kolomna 2018).

### Coppa del Mondo
- Miglior piazzamento nella Grand World Cup: 11º nel 2014.
- Vincitore della Coppa del Mondo dei 500 m nel 2014.
- 28 podi (24 individuali, 4 a squadre):
  - 8 vittorie (5 individuali, 3 a squadre);
  - 8 secondi posti (tutti individuali);
  - 12 terzi posti (11 individuali, 1 a squadre).

#### Coppa del Mondo - vittorie
| Data             | Luogo      | Stato       | Disciplina       |
| ---------------- | ---------- | ----------- | ---------------- |
| 8 novembre 2013  | Calgary    | Canada      | 500 m            |
| 8 marzo 2014     | Inzell     | Germania    | 500 m            |
| 15 marzo 2014    | Heerenveen | Paesi Bassi | 500 m            |
| 14 novembre 2015 | Calgary    | Canada      | Sprint a squadre |
| 12 marzo 2016    | Heerenveen | Paesi Bassi | Sprint a squadre |
| 13 marzo 2016    | Heerenveen | Paesi Bassi | 500 m            |
| 12 marzo 2017    | Stavanger  | Norvegia    | Sprint a squadre |
| 18 novembre 2017 | Stavanger  | Norvegia    | 500 m            |